# Michajlovo-Tezikovo
Michajlovo-Tezikovo (Russisch: Михайлово-Тезиково) is een plaats (selo) in het gemeentelijk district Narovtsjatski in het noordwesten van de Russische oblast Penza. De oude naam van de plaats is Staroje Tezikovo (Старое Тезиково; "Oud-Tezikovo"). Het dorp Novoje Tezikovo ("Nieuw-Tezikovo") werd later hernoemd tot Rozjdestveno-Tezikovo en ligt in hetzelfde district.
Staroje Tezkovo werd gesticht voor 1648. De eerste vermelding van de naam van de plaats dateert uit 1678. In 1691 werd het dorp Staroje Tezkovo verkocht aan Aleksej Karpov. In 1714 behoorde het dorp aan landeigenaar Semjon Melsitov en woonden er 41 mensen. De eerste helft van de naam Michajlovo-Tezikovo is afkomstig van een kerk vernoemd naar de aartsengel Michaël (bekend sinds 1652) en het tweede deel van de achternaam Tezikov. In 1877 werd het dorp het bestuurlijk centrum van een volost en telde het 52 huizen en een kerk.
| 1864 | 1877 | 1926 | 1959 | 1979 | 1989 | 1996 |
| ---- | ---- | ---- | ---- | ---- | ---- | ---- |
| 221  | 357  | 527  | 321  | 269  | 170  | 164  |

## Geboren
- Aleksandr Archangelski (1846-1924), Russisch koordirigent en componist